# Saison 2009-2010 de l'AC Bellinzone
Chronologie
Saison précédente Saison suivante
L'AC Bellinzone joue pour la saison 2009-2010 en Axpo Super League, la première division suisse. 
L'équipe connaît plusieurs changements d'entraîneurs : Marco Schällibaum quitte le club en novembre 2009 et est remplacé par l'Italien Alberto Cavasin, lui-même remplacé par Roberto Morinini en avril 2010. 
Le club termine avant-dernier du championnat à l'issue de la saison avec 25 points, et obtient son maintien dans l'élite en remportant un barrage contre le club de Challenge League du FC Lugano. Le club ne réussit pas en plus en Coupe de Suisse avec une élimination dès le deuxième tour.